# جغرافيا حيوانية

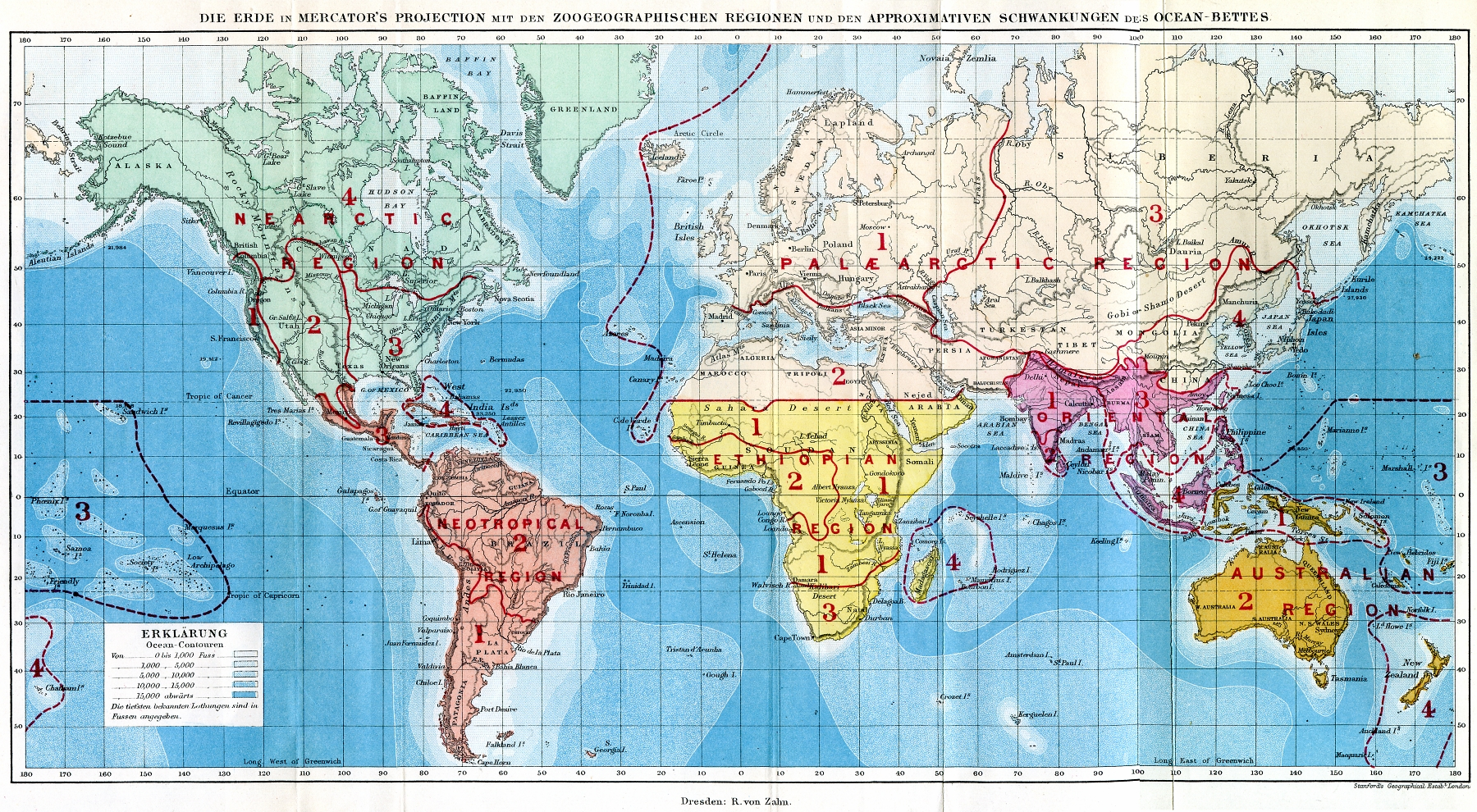
مناطق الجغرافيا الحيوانيّة رُسمت في 1876.

الجغرافيا الحيوانية (بالإنجليزية: Zoogeography)، هي إحدى فروع الجغرافيا الحيوية تهتم بدراسة الاختلافات المكانيّة للطبيعة الحيوانية وتوزيع الحيوانات المائية والأرضية والطائرة على سطح الأرض. ومدى ارتباط هذا التوزيع بالظروف الجغرافية الأخرى، ويقدر عدد الحيوانات البرية والبحرية والطيور بنحو مليون نوع، وتكتنف دراسة الجغرافية الحيوانية صعوبات عدة منها؛ وهي أن الحيوانات لا يمكن رؤيتها في أماكن يسهل الوصول إليها؛ لأن بعض الحيوانات بحرية تعيش على أعماق كبيرة، والبعض الآخر يعيش في شقوق، وبعض الحيوانات سام والآخر مفترس. وإلى جانب ذلك فالحيوانات تمتاز بحرية الحركة وكثير منها بلون بيئته مما يصعب تمييزه.